# محمود روحانی (زاده ۱۳۱۵)
محمود روحانی (متولد ۱۳۱۵) پزشک، پژوهشگر و استاد دانشگاه ایرانی است. او همچنین پژوهش‌هایی در زمینه قرآن انجام داده‌است. روحانی نمایندگی مجلس خبرگان قانون اساسی از استان خراسان را برعهده داشت. او از سال ۱۳۶۰ تا ۱۳۶۱ در دولت‌های محمدجواد باهنر و میرحسین موسوی به عنوان وزیر مشاور و رئیس سازمان بهزیستی کشور فعالیت کرد.
روحانی عضو هیئت علمی دانشگاه علوم پزشکی مشهد در رشته اپیدمیولوژی و آمار پزشکی است. او تحصیلات خود را در دانشگاه علوم پزشکی تهران و دانشگاه بروکسل انجام داده‌است.

## زندگی شخصی
روحانی شوهر افسانه شریعتی، خواهر علی شریعتی است.خواهر او، عالیه روحانی، زن مرتضی مطهری بود.

## جوایز
- برنده کتاب سال جمهوری اسلامی ایران برای المعجم الاحصائی لالفاظ القرآن الکریم، ۱۳۶۸
- پزشک نمونه کشوری، از طرف سازمان نظام پزشکی، ۱۳۸۵[۳]